# Eorhynchocyon
Eorhynchocyon – wymarły rodzaj ssaka, ryjkonosowego z rodziny ryjkonosowatych.
Skamieniałości nieznanego zwierzęcia znaleziono w Namibii, w Eocliff 7. Pochodziły one ze skał datowanych na barton-priabon.
Eorhynchocyon kreatorzy opisują jako średniej wielkości przedstawiciela ryjkonosowych. Jako cechę diagnostyczną podają wypukły brzuszny profil żuchwy i pochylającą się do tyłu wznoszącą się gałęź żuchwy. Kształtem żuchwa przypomina sorkonosową bądź należącą do Hypsorhynchocyon. Całkowita długość żuchwy wynosi 36 mm, zaś wyrostki zębodołowe od 21,4 to 22 mm. Połówka żuchwy obejmuje 3 siekacze, 1 kieł, 4 predtrzonowce i 2 trzonowce. Identyczny wzór zębowy cechuje dzisiejsze sorkonosy. Nie ma diastemy. Dolne kły mają 2 zbiegające się częściowo bądź całkowicie korzenie.

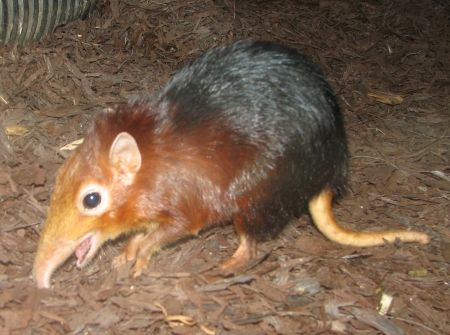
Niektórymi cechami budowy Eorhynchocyon przypominał dzisiejsze sorkonosy, jak widoczny wyżej sorkonos czarno-rdzawy

Senut i Pickford nadali nowemu rodzajowi nazwę Eorhynchocyon. Jej pierwsza część, przedrostek eo, pochodzi z greki i oznacza świt (greckie eos, używane też w nazwach innych taksonów, jak Eocarcharia). Rhyncho oznacza pysk, a cyon psa. Zbitka tych dwu ostatnich Rhynchocyon stanowi nazwę rodzajową współczesnego ssaka zwanego po polsku sorkonosem i której etymologię podaje się następująco: gr. ῥύγχος rhunkhos „pysk”; κυων kuōn, κυνος kunos „pies”. W rodzaju umieszczono pojedynczy gatunek Eorhynchocyon rupestris. Jego epitet gatunkowy odnosi się do skał. Holotypem obrano okaz EC7 7.2a obejmujący kompletną lewą żuchwę. Jako miejsce typowe podano Eocliff 7, Namibia.